# Thomas Beaufort, hertig av Exeter

Thomas Beauforts vapensköld.

Thomas Beaufort, hertig av Exeter, född cirka 1377, död cirka 31 december 1426, var en engelsk befälhavare under hundraårskriget och under en kort tid Chancellor of England. Han var det tredje av fyra barn till Johan av Gent och hans älskarinna Katherine Swynford. Han gjordes legitim tillsammans med de andra 1390 och 1397.
Efter att halvbrodern Henrik IV tillträtt tronen blev Thomas Beaufort riddare av Strumpebandsorden. Under de följande åren innehade han flera militära poster. Beaufort var en av Henrik V:s testamentsexekutorer och återvände till England 1422. Han tjänade i barnakungen Henrik VI:s styrande råd, även om det är troligt att han även tillbringade mycket tid i Frankrike. 
Han gifte sig med Margaret Neville (dotter till sir Thomas Neville av Horneby). De fick bara ett barn, Henry Beaufort, som dog ung.
Rollfiguren Exeter i William Shakespeares pjäs Henrik V baseras på Thomas Beaufort, även om han inte blev hertig av Exeter förrän de händelser som utspelas i pjäsen redan ägt rum.